# Пологи (заказник)
Поло́ги (укр. Пологи) — гидрологический заказник местного значения на Украине. Расположен в пределах Лубенского района Полтавской области. Находится в двух километрах к северо-западу от села Слепород-Ивановка.

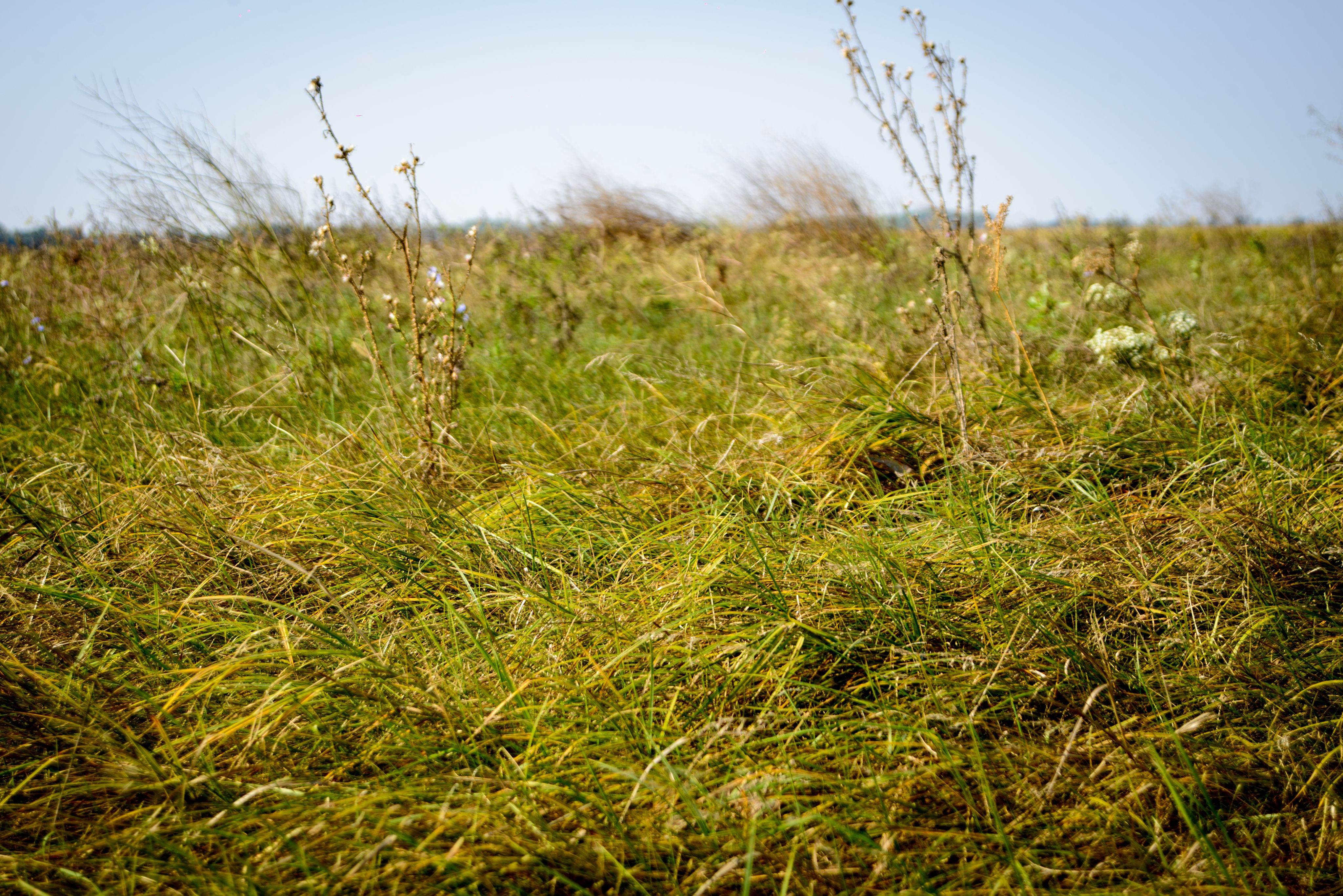
Растительность заказника

Площадь заказника составляет 100 га (1 км2). Статус охраняемой территории предоставлен согласно решению Полтавского областного совета от 27 октября 1994 года.
Заказник был образован с целью сохранения водно-болотных угодий в пойме реки Слепород. На территории заказника встречаются 5 редких видов растений и 24 редких вида животных.